# Ain't a Damn Thing Changed
Ain't a Damn Thing Changed è il secondo album del duo hip hop statunitense Nice & Smooth, pubblicato nel 1991 dalla Rush Associated Labels.

## Descrizione
| Recensione | Giudizio |
| ---------- | -------- |
| AllMusic   | [ 1 ]    |

Il disco, seconda opera dei Nice & Smooth, arriva in un momento in cui la scena underground newyorkese sacrifica l'umorismo per favorire suoni maggiormente hardcore. Nonostante il titolo, l'album ha ben poco di conscious, prediligendo argomenti più spensierati e mantenendo un'elevata qualità di suono grazie alle voci di sottofondo, presenti praticamente sempre. Riuscendo a non prendersi troppo sul serio, Ain't a Damn Thing Changed alla fine è un ascolto «avvincente» che presenta, tra i molti ospiti, anche il rapper underground per antonomasia, Guru.

## Tracce
Musiche di Gregg Nice & Smooth Bee, eccetto la traccia 5 prodotta da Louie Vega e co-prodotta da Nice & Smooth.
1. Harmonize – 3:33
2. Cake & Eat It Too – 3:48
3. Down the Line (featuring Preacher Earl, Melo T, Bās Blasta, Asu & GuRu) – 4:17
4. Sometimes I Rhyme Slow – 2:52
5. Paranoia – 4:46
6. Sex, Sex, Sex – 3:40
7. Billy-Gene – 1:06
8. How to Flow (featuring Pure Blend) – 4:25
9. Hip Hop Junkies (featuring Pure Blend) – 3:29
10. One, Two and One More Makes Three – 3:24
11. Pump It Up – 2:43
12. Step by Step (featuring Kisha Black & The Black Flames) – 3:19

## Classifiche

### Classifiche settimanali
| Classifica (1991)         | Posizione massima |
| ------------------------- | ----------------- |
| Stati Uniti               | 141               |
| US Top R&B/Hip-Hop Albums | 29                |